# Östra arméfördelningen
Östra arméfördelningen (4. förd) var en arméfördelning inom svenska armén som verkade i olika former åren 1941–2000. Förbandsledningen var förlagd i Strängnäs garnison i Strängnäs.

## Historik
Östra arméfördelningen bildades den 1 augusti 1941 som IV. fördelningen och var tillsammans med XIV. fördelningen direkt underställd militärbefälhavaren för IV. militärområdet. Svea livgarde kom inledningsvis svara för uppsättandet och mobilisering av arméfördelningsstaben. År 1957 överfördes mobiliseringsansvaret för fördelningen till Göta livgarde och 1970 till Upplands regemente. Dock var arméfördelningens fredsorganisation samlokaliserad med militärområdesstaben.
Den 1 oktober 1966 kom beteckningen att ändrades från att anges i romerska siffror till arabiska siffror, det vill säga fördelningen kom att benämnas som 4. arméfördelningen. Den 1 juli 1991 sammanslogs Bergslagens militärområde och Östra militärområdet och bildade Mellersta militärområdet. Arméfördelningen kom därmed tillsammans med Mellersta arméfördelningen att underställs militärbefälhavaren för Mellersta militärområdet.
Genom försvarsbeslutet 1992 beslutade riksdagen att försvarets krigsorganisationen skulle spegla fredsorganisationen. Därmed kom arméfördelningsstaben från den 1 juli 1994 tillsammans med Mellersta arméfördelningen att organiseras som kaderorganiserade krigsförband inom Mellersta militärområdet.
Inför försvarsbeslutet 1996 föreslog regeringen för riksdagen att krigsorganisationen skulle reduceras. Där bland annat de tre militärområdena skulle omfattas av varsin fördelningsstab. Av de sex fördelningsstaberna skulle tre fördelningsstaber med fördelningsförband samt 13 armébrigader bibehållas. Inom Mellersta militärområdet föreslog regeringen att Mellersta arméfördelningen skulle upplösas och avvecklas. Den 13 december 1996 antog riksdagen regeringens proposition, vilket medförde att Mellersta arméfördelningen upplöstes och avvecklades den 31 december 1997. Genom att Mellersta arméfördelningen upplöstes och avvecklades, blev Östra arméfördelningen den enda kvarstående arméfördelningen i Svealand.
Inför försvarsbeslutet 2000 föreslog regeringen i sin propositionen för riksdagen, att den taktiska nivån skulle reduceras genom att fördelnings- och försvarsområdesstaber samt marinkommandon och flygkommandon skulle avvecklas. Detta för att utforma ett armétaktiskt, marintaktiskt respektive flygtaktiskt kommando vilka skulle samlokaliseras med operationsledningen. Förslaget innebar att samtliga territoriella staber skulle avvecklades, vilket bland annat innebar att de tre arméfördelningsstaberna upplöstes den 30 juni 2000. I dess ställe bildades den 1 juli 2000 1. mekaniserade divisionen, vilken samlade samtliga fältförband inom armén.

## Verksamhet
Östra arméfördelningens främsta uppgift var att utveckla, leda och samordna markstridskrafter för försvar av i mälardalsregionen. Arméfördelningschefen lede den taktiska verksamheten, och var direkt underställd militärbefälhavaren för Östra militärområdet, och från 1991 Mellersta militärområdet. Efter att Mellersta arméfördelning upplöstes och utgick ur krigsorganisationen, övertogs dess uppgifter den 1 januari 1998 av Östra arméfördelningen, och hade fram till avvecklingen ansvar för försvar av hela Svealand.

### 1998–2000
Åren 1998–2000 ledde fördelningen förbandsproduktionen vid nedan förband.

- Livgardesbrigaden (IB 1), Kungsängen
- Värmlandsbrigaden (IB 2), Kristinehamn
- Dalabrigaden (NB 13), Falun
- Södermanlandsbrigaden (MekB 10), Strängnäs

## Förläggningar och övningsplatser
Även om fördelningen mobiliserades av andra förband, var den fredsgrupperad tillsammans med militärområdesstaben. Och när fördelningsstaben bildades kom den att samlokaliseras med Östra militärområdesstaben på Stureplan i Stockholm. År 1949 flyttades de båda staberna till Livgardets Kavallerikasern på Lidingövägen 28 i Stockholm. Den 14 juni 1963 förlades båda staberna till ett nytt fastighetskomplex i Strängnäs garnison, som utgjorde stabsplats åt Försvarsmakten i olika former fram till 2005.

## Heraldik och traditioner
Östra arméfördelningen har sina rötter och traditioner ur IV. arméfördelningen vilken bildades 1889 genom en omorganisation av 4. militärdistriktet. Distriktet var från 1834 lokaliserat till Stockholm. I samband med att arméfördelningen den 1 juli 1994 blev ett självständigt förband, antogs namnet Östra arméfördelningen. Fram till 30 juni 1994 hade fördelningen endast benämnts som 4. arméfördelningen. I samband med att Mellersta arméfördelningen upplöstes och avvecklades, övertogs dess traditioner av Östra arméfördelningen. När sedan Östra arméfördelningen upplöstes och avvecklades instiftades Östra arméfördelningens minnesmedalj i silver (NfördMSM). Från den 1 juli 2000 övertogs detta ansvar av 1. mekaniserade divisionen, vilken även övertog traditionsansvaret för samtliga arméfördelningar.

## Förbandschefer
Nedan anges chefer för Östra arméfördelningen åren 1941–2000.

- 1941–1968: ?
- 1968–1970: Överste Nils Östlund
- 1970–1976: Överste 1. Sten Ljungqvist
- 1976–1979: Överste 1. Bengt Selander
- 1979–1990: Överste 1. Åke Lundin
- 1990–1994: Överste 1. Nils Rosenqvist [e]
- 1994–1999: Överste 1. Ulf Henricsson [f]
- 1999–2000: Överste 1. Roland Ekenberg [g]

## Namn, beteckning och förläggningsort
| IV. fördelningen       | 1941-08-01 | – | 1966-09-30 |
| 4. arméfördelningen    | 1966-10-01 | – | 1994-06-30 |
| Östra arméfördelningen | 1994-07-01 | – | 2000-06-30 |

| IV. förd | 1941-08-01 | – | 1966-09-30 |
| 4. förd  | 1966-10-01 | – | 2000-06-30 |

| Stockholms garnison (F) | 1941-08-01 | – | 1963-06-13 |
| Strängnäs garnison (F)  | 1963-06-14 | – | 2000-06-30 |